# Suzumiya Haruhi no Tsumeawase
Suzumiya Haruhi no Tsumeawase (jap. 涼宮ハルヒの詰合 ～TVアニメ「涼宮ハルヒの憂鬱」劇中歌集シングル～, Suzumiya Haruhi no Tsumeawase – TV Anime „Suzumiya Haruhi no Yūutsu“ Gekichū Kashū Shinguru, dt. „Das Sortiment der Haruhi Suzumiya – Interludien-Sammlungssingle zum TV-Anime ‚Die Melancholie der Haruhi Suzumiya‘“) ist der Titel einer japanischen CD-Single, die zum Soundtrack der Anime-Fernsehserie Die Melancholie der Haruhi Suzumiya gehört und von dem Label Lantis veröffentlicht wurde.
Die Single wurde am 21. Juni 2006 veröffentlicht und erreichte sogleich Position 5 in den wöchentlichen Oricon-Singlecharts und ist mit dieser Position die erfolgreichste Single-Auskopplung des Franchise. Bis Juli 2008 wurden mehr als 136.000 Kopien verkauft und die Veröffentlichung war mit 100 Wochen in den Charts die Seiyū-Single, die sich dort am längsten hielt. Insgesamt verblieb die Single 133 Wochen dort.
Die ersten beiden Stücke God knows… und Lost my Music wurden in Episode 12 Live Alive von der fiktiven Schülerband ENOZ gespielt, die eine Hommage an die Schülerband ZONE war und von der Seiyū Aya Hirano unter ihrem Rollennamen Haruhi Suzumiya gesungen. Entsprechend der Auflistung der Single wurden Gitarre, Bass und Schlagzeug von den Musikern Susumu Nishikawa (西川 進), Takeshi Taneda (種子田 健) und Yutaka Odawara (小田原 豊) gespielt.
Der Titel God knows… wurde 2007 von Haruko Momoi auf ihrem Album COVER BEST Cover Densha (COVER BEST カバー電車) gecovert. Koi no Mikuru Densetsu wurde als Vorspann der 1. (Ausstrahlungsreihenfolge) bzw. 11. (chronologische Reihenfolge) Episode gespielt und von Yūko Gotō unter ihrem Rollennamen Mikuru Asahina gesungen.

## Trackliste
1. „God knows…“ – 4:39
  - Gesang: Haruhi Suzumiya (Aya Hirano)
  - Musik: Satoru Kōsaki
  - Arrangement: Satoru Kōsaki
  - Text: Aki Hata
2. „Lost my Music“ – 4:17
  - Gesang: Haruhi Suzumiya (Aya Hirano)
  - Musik: Satoru Kōsaki
  - Arrangement: Satoru Kōsaki
  - Text: Aki Hata
3. „Koi no Mikuru Densetsu“ (恋のミクル伝説) – 3:21
  - Gesang: Mikuru Asahina (Yūko Gotō)
  - Musik: Haruhi Suzumiya (Satoru Kōsaki)
  - Arrangement: Haruhi Suzumiya (Satoru Kōsaki)
  - Text: Haruhi Suzumiya (Hiroshi Yamamoto)